# Stichting INGKA Foundation
Stichting INGKA Foundation — благотворительный фонд, зарегистрированный в Нидерландах. Крупнейший благотворительный фонд мира по размеру активов, которые оцениваются в 36 миллиардов долларов. Фонд основан шведским миллиардером Ингваром Кампрадом, основателем и владельцем компании IKEA. Фонду принадлежит IKEA Holding, контролирующий 207 из 235 отделений IKEA по всему миру. В то же время торговая марка и концепция IKEA принадлежат другой организации, Inter IKEA Systems BV. 
Официальная заявленная цель создания фонда — поощрение и поддержка нововведений в области архитектуры и интерьерного дизайна.

## Название
Название фонда INGKA состоит из первых букв имени и фамилии основателя — Ingvar Kamprad. Слова «Stichting» и «Foundation» в голландском и английском языках соответственно переводятся как «фонд».

## Критика
По мнению экспертов британского журнала The Economist и фракции Европарламента «Зелёные — Европейский свободный альянс», фонд используется IKEA для уклонения от уплаты налогов и для защиты от поглощения. Несмотря на колоссальный размер активов, запланированный объём благотворительной помощи на 2010 год составляет 45 миллионов долларов. Бо́льшая часть доходов фонда тратится на инвестирование.